# Cobubatha periusia
Cobubatha periusia är en fjärilsart som beskrevs av Dyar 1914. Cobubatha periusia ingår i släktet Cobubatha och familjen nattflyn. Inga underarter finns listade i Catalogue of Life.